# 155 Scylla
Scylla /ˈsɪlə/ (định danh hành tinh vi hình: 155 Scylla) là một tiểu hành tinh ở vành đai chính. Ngày 8 tháng 11 năm 1875, nhà thiên văn học người Áo Johann Palisa phát hiện tiểu hành tinh Hilda khi ông thực hiện quan sát tại Đài quan sát Hải quân Áo ở Pula và đặt tên nó theo tên quái vật Scylla trong thần thoại Hy Lạp.